# النسر الصغير (مسرحية)

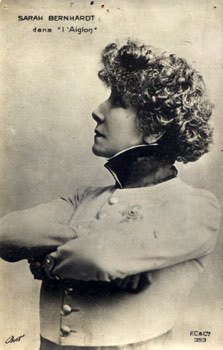
سارا برنار في مسرحية النسر الصغير

النسر الصغير، مسرحية لمؤلفها أدمون روستان، وقام بتعريبها كل من عزيز عيد والسيد قدري، وقام بدور البطولة فيها فاطمة رشدي وعزيز عيد وقدم لها الكاتب الناقد السوري سامي الشمعة.